# 郭剑波
郭剑波（1960年3月—），湖北省武汉市人，著名电力科学家，中国工程院院士。

## 生平
毕业于华中科技大学电力系统及其自动化专业。之后担任中国电力科学研究院院长。2012年11月，当选为中国共产党第十八届中央委员会候补委员。2013年12月，当选为中国工程院能源与矿业工程学部院士。
长期从事电力系统分析与控制研究，在电网规划、提高电网安全稳定水平和输电能力及风电并网安全等方面成绩显著。先后参加了三峡输电等电网规划研究，主持了上世纪90年代开展的全国互联电网（2020～2050年）规划系列研究；主持研制了具有自主知识产权的可控串补装置和特高压串补装置，带领团队开发了跨大区交直流协调控制系统，提高了电网安全稳定水平和输电能力；组织建成了“国家能源大型风电并网系统研发（实验）中心”，为行业提供了公共研发实验平台，提高了风电并网安全水平。获国家科技进步一等奖1项、二等奖1项，何梁何利基金科学与技术进步奖。